# فهرست افتخارات باشگاه فوتبال اینتر میلان

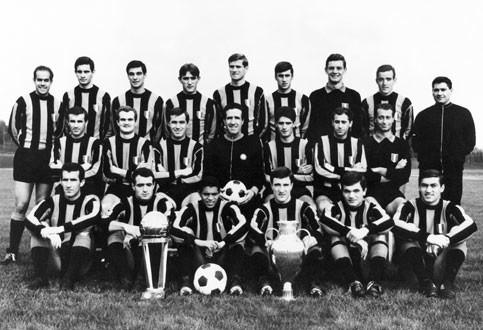
تیم اینتر برنده جام باشگاه‌های جهان ۱۹۶۵

باشگاه فوتبال اینتر میلان یکی از پرافتخارترین تیم‌های ایتالیا و هشتمین تیم پرافتخار در پنج لیگ معتبر اروپایی با کسب ۴۶ جام می‌باشد. اینتر تاکنون ۲۰ مرتبه به مقام قهرمانی سری آ ایتالیا دست یافته‌است. باشگاه اینتر از فصل ۰۶–۲۰۰۵ تا ۱۰–۲۰۰۹، توانست پنج عنوان قهرمانی سری آ را به صورت متوالی به دست آورد که پس از یوونتوس با ۹ عنوان قهرمانی پیاپی، رکورددار است. باشگاه اینتر با ۹ عنوان قهرمانی در کوپا ایتالیا، دومین تیم پرافتخار پس از یوونتوس و به‌طور مشترک با آ.اس. رم می‌باشد. همچنین اینتر توانسته ۸ قهرمانی در سوپر جام فوتبال ایتالیا نیز کسب کند.
باشگاه اینتر میلان تاکنون ۳ بار فاتح لیگ قهرمانان اروپا شده‌است. اینتر اولین تیم ایتالیایی است که دو بار به صورت متوالی در فصل‌های ۶۴–۱۹۶۳ و ۶۵–۱۹۶۴، فاتح جام باشگاه‌های اروپا شده و تنها تیم ایتالیایی می‌باشد که فاتح سه‌گانه شده‌است. (فصل ۱۰–۲۰۰۹) باشگاه اینتر همچنین ۳ قهرمانی در جام یوفا، ۲ قهرمانی در جام بین قاره ای و ۱ قهرمانی در جام باشگاه‌های فوتبال جهان را نیز در کارنامه دارد. اینتر به عنوان ششمین باشگاه موفق قرن بیستم به انتخاب فدراسیون بین‌المللی تاریخ و آمار فوتبال انتخاب شد. همچنین اینتر توانست در رده‌بندی موفق‌ترین باشگاه‌های قرن بیستم به انتخاب فیفا رتبه دوازدهم را به خود اختصاص دهد. در سال‌های ۱۹۹۸ و ۲۰۱۰، اینتر به عنوان بهترین باشگاه فوتبال اروپا از نظر فدراسیون بین‌المللی تاریخ و آمار فوتبال انتخاب شد.

## افتخارات
جداول زیر افتخارات کسب شده باشگاه اینتر در رقابت‌های داخلی، اروپایی و بین‌المللی را نشان می‌دهد:
| داخلی | اروپایی |
| سری آ - قهرمانی: ۲۰ ۱۰–۱۹۰۹؛ ۲۰–۱۹۱۹؛ ۳۰–۱۹۲۹؛ ۳۸–۱۹۳۷؛ ۴۰–۱۹۳۹؛ ۵۳–۱۹۵۲؛ ۵۴–۱۹۵۳؛ ۶۳–۱۹۶۲؛ ۶۵–۱۹۶۴؛ ۶۶–۱۹۶۵؛ ۷۱–۱۹۷۰؛ ۸۰–۱۹۷۹؛ ۸۹–۱۹۸۸؛ ۰۶–۲۰۰۵؛ ۰۷–۲۰۰۶؛ ۰۸–۲۰۰۷؛ ۰۹–۲۰۰۸؛ ۱۰–۲۰۰۹؛ ۲۱–۲۰۲۰؛ ۲۴–۲۰۲۳ - نایب قهرمانی: ۱۷ ۳۳–۱۹۳۲؛ ۳۴–۱۹۳۳؛ ۳۵–۱۹۳۴؛ ۴۱–۱۹۴۰؛ ۴۹–۱۹۴۸؛ ۵۱–۱۹۵۰؛ ۶۲–۱۹۶۱؛ ۶۴–۱۹۶۳؛ ۶۷–۱۹۶۶؛ ۷۰–۱۹۶۹؛ ۹۳–۱۹۹۲؛ ۹۸–۱۹۹۷؛ ۰۳–۲۰۰۲؛ ۱۱–۲۰۱۰؛ ۲۰–۲۰۱۹؛ ۲۲–۲۰۲۱؛ ۲۰۲۵_۲۰۲۴ - جایگاه سومی: ۲۱ ۰۹–۱۹۰۸؛ ۱۳–۱۹۱۲؛ ۱۴–۱۹۱۳؛ ۱۵–۱۹۱۴؛ ۲۱–۱۹۲۰؛ ۲۴–۱۹۲۳؛ ۳۹–۱۹۳۸؛ ۵۰–۱۹۴۹؛ ۵۲–۱۹۵۱؛ ۵۶–۱۹۵۵؛ ۵۹–۱۹۵۸؛ ۶۱–۱۹۶۰؛ ۸۳–۱۹۸۲؛ ۸۵–۱۹۸۴؛ ۸۷–۱۹۸۶؛ ۹۰–۱۹۸۹؛ ۹۱–۱۹۹۰؛ ۹۷–۱۹۹۶؛ ۰۲–۲۰۰۱؛ ۰۵–۲۰۰۴؛ ۲۳–۲۰۲۲ کوپا ایتالیا - قهرمانی: ۹ ۳۹–۱۹۳۸؛ ۷۸–۱۹۷۷؛ ۸۲–۱۹۸۱؛ ۰۵–۲۰۰۴؛ ۰۶–۲۰۰۵؛ ۱۰–۲۰۰۹؛ ۱۱–۲۰۱۰؛ ۲۲–۲۰۲۱؛ ۲۳–۲۰۲۲ - نایب قهرمانی: ۶ ۵۹–۱۹۵۸؛ ۶۵–۱۹۶۴؛ ۷۷–۱۹۷۶؛ ۰۰–۱۹۹۹؛ ۰۷–۲۰۰۶؛ ۰۸–۲۰۰۷ سوپر جام فوتبال ایتالیا - قهرمانی: ۸ ۱۹۸۹; ۲۰۰۵; ۲۰۰۶; ۲۰۰۸; ۲۰۱۰; ۲۰۲۱; ۲۰۲۲; ۲۰۲۳ - نایب قهرمانی: ۵ ۲۰۰۰; ۲۰۰۷; ۲۰۰۹; ۲۰۱۱، ۲۰۲۴ | لیگ قهرمانان اروپا - قهرمانی: ۳ ۶۴–۱۹۶۳; ۶۵–۱۹۶۴; ۱۰–۲۰۰۹ - نایب قهرمانی: ۴ ۶۸– ۱۹۶۷; ۷۳–۱۹۷۲; ۲۳–۲۰۲۲، ۲۰۲۵_۲۰۲۴ جام یوفا/لیگ اروپا - قهرمانی: ۳ ۹۲–۱۹۹۱; ۹۵–۱۹۹۴; ۹۹–۱۹۹۸ - نایب قهرمانی: ۲ ۹۸–۱۹۹۷; ۲۰–۲۰۱۹ جام میتروپا - نایب قهرمانی: ۱ ۳۳–۱۹۳۲ |

| بین‌المللی                                                                           |
| جام بین قاره ای - قهرمانی: ۲ ۱۹۶۳؛ ۱۹۶۴ جام باشگاه‌های فوتبال جهان - قهرمانی: ۱ ۲۰۱۰ |

## جدول زمانی افتخارات باشگاه اینتر
جدول زیر نشان می‌دهد که باشگاه اینتر در چه سال‌هایی موفق به کسب عناوین قهرمانی در رقابت‌های مختلف شده‌است:

## افتخارات جزئی
جدول زیر افتخارات جزئی کسب شده باشگاه اینتر را نشان می‌دهد:
| افتخارات جزئی |
| سری دی مارتینو - قهرمانی: ۶ ۵۹–۱۹۵۸, ۶۱–۱۹۶۰, ۶۲–۱۹۶۱, ۶۳–۱۹۶۲, ۶۶–۱۹۶۵ تیم تروفی - قهرمانی: ۸ ۲۰۰۲, ۲۰۰۳, ۲۰۰۴, ۲۰۰۵, ۲۰۰۷٬۲۰۱۰, ۲۰۱۱, ۲۰۱۲ جام بیرا موراتی: - قهرمانی: ۳ ۲۰۰۱, ۲۰۰۲, ۲۰۰۷ جام پیرلی - قهرمانی: ۱۱ ۱۹۹۶, ۱۹۹۷, ۲۰۰۰, ۲۰۰۱, ۲۰۰۲, ۲۰۰۳, ۲۰۰۶, ۲۰۰۷, ۲۰۰۸,۲۰۰۹,۲۰۱۰ - نایب قهرمانی: ۴ ۱۹۹۸, ۱۹۹۹, ۲۰۰۴, ۲۰۰۵ جام سانتیاگو برنابئو - قهرمانی: ۲ ۱۹۹۳, ۲۰۰۱ جام فرانتس بکن‌باوئر - قهرمانی: ۱ ۲۰۰۸ جام اسکای - قهرمانی: ۱ ۲۰۰۹ موندیال کلوب - قهرمانی: ۱ ۱۹۸۱ جام یادبود آرماندو پیکی - قهرمانی: ۱ ۱۹۹۵ جام یادبود اوزه‌بیو - قهرمانی: ۱ ۲۰۰۸ جام واله دِآئوستا - قهرمانی: ۱ ۱۹۹۸ بحرین کاپ - قهرمانی: ۱ ۲۰۰۷ جام لوئیجی برلوسکونی - قهرمانی: ۱ ۲۰۱۵ - نایب قهرمانی: ۱ ۱۹۹۲ کیوداد پالما تروفی - قهرمانی: ۱ ۲۰۰۶ جام ماربلا - قهرمانی: ۱ ۲۰۱۷ جام بین‌المللی قهرمانان - قهرمانی: ۱ سنگاپور ۲۰۱۷ جام تابستان ۱۱۰ - قهرمانی: ۱ ۲۰۱۸ کاسینو لوگانو کاپ - قهرمانی: ۱ ۲۰۱۹ سوپرجام بین‌المللی - قهرمانی: ۱ ۲۰۱۹ اُرَنج تروفی - قهرمانی: ۱ ۲۰۱۹ |

## افتخارات فردی
جدول زیر افتخارات  فردی کسب شده توسط بازیکنان و مرببیان باشگاه اینتر را نشان می‌دهد:
| توپ طلا : رونالدو در سال ۱۹۹۷ لوتار ماتئوس در سال ۱۹۹۰ - عنوان دومی: لوییس سوارز میرامونتس ۱۹۶۱ و ۱۹۶۴ جاچینتو فاکتی ۱۹۶۵ ساندرو ماتزولا ۱۹۷۱ لوتار ماتئوس ۱۹۹۱ دنیس برکمپ ۱۹۹۳ - عنوان سومی: لوییس سوارز میرامونتس ۱۹۶۵ آندریاس برمه ۱۹۹۰ رونالدو ۱۹۹۸ |
| بازیکن سال فوتبال جهان از اینتر: لوتار ماتئوس در سال ۱۹۹۱ رونالدو در سال ۱۹۹۷ |
| دروازه‌بان سال سری آ از اینتر: ژولیو سزار در سال‌های ۲۰۰۹ و ۲۰۱۰ سمیر هاندانوویچ در سال‌های ۲۰۱۳ و ۲۰۱۹ |
| بهترین دروازه‌بان جهان به انتخاب فدراسیون بین‌المللی تاریخ و آمار فوتبال: والتر زنگا در سال‌های ۱۹۸۹، ۱۹۹۰، ۱۹۹۱ |
| بازیکن ایتالیایی سال سری آ از اینتر: کریستین ویری در سال ۲۰۰۲ |
| بازیکن خارجی سال سری آ از تیم اینتر: رونالدو در سال ۱۹۹۸ زلاتان ابراهیموویچ در سال ۲۰۰۸ زلاتان ابراهیموویچ در سال ۲۰۰۹ دیگو میلیتو در سال ۲۰۱۰ |
| بازیکن سال سری آ از تیم اینتر: رونالدو در سال ۱۹۹۸ زلاتان ابراهیموویچ در سال ۲۰۰۸ زلاتان ابراهیموویچ در سال ۲۰۰۹ دیگو میلیتو در سال ۲۰۱۰ مائورو ایکاردی در سال ۲۰۱۸ روملو لوکاکو در سال ۲۰۲۱ |
| بازیکنان اینتر برنده جایزه گائتانو شیره‌آ: جوزپه بارسی در سال ۱۹۹۲ جوزپه برگومی در سال ۱۹۹۷ خاویر زانتی در سال ۲۰۱۰ |
| بهترین بازیکن سال یوفا: رونالدو در سال ۱۹۹۷ دیگو میلیتو در سال ۲۰۱۰ |
| بهترین فوتبالیست سال جهان به انتخاب مجله ورلد ساکر: لوتار ماتئوس در سال ۱۹۹۰ رونالدو در سال ۱۹۹۷ رونالدو در سال ۲۰۰۲ |
| برندگان جایزه توپ زرین جام جهانی فوتبال از اینتر: جوزپه مئاتزا در سال ۱۹۳۴ رونالدو در سال ۱۹۹۸ |
| جایزه براوو: رونالدو در سال ۱۹۹۸ |
| جایزه پسر طلایی اروپا: ماریو بالوتلی در سال ۲۰۱۰ |
| حضور بازیکنان اینتر در تیم سال یوفا: کلارنس سیدورف / رونالدو در سال ۲۰۰۲ زلاتان ابراهیموویچ در سال ۲۰۰۷ زلاتان ابراهیموویچ در سال ۲۰۰۹ مایکون / وسلی اسنایدر در سال ۲۰۱۰ |
| حضور بازیکنان اینتر در تیم سال فیفا (FIFPro): لوسیو / مایکون / وسلی اسنایدر در سال ۲۰۱۰ |
| حضور بازیکنان اینتر در تیم سال سری آ: آندره‌آ رانوکیا / تیاگو موتا در فصل ۱۱-۲۰۱۰ سمیر هاندانوویچ در فصل ۱۳-۲۰۱۲ مائورو ایکاردی در فصل ۱۵-۲۰۱۴ ژوآئو کانسلو / مائورو ایکاردی در فصل ۱۸-۲۰۱۷ سمیر هاندانوویچ در فصل ۱۹-۲۰۱۸ استفان د فرای / نیکولو بارلا در فصل ۲۰-۲۰۱۹ اشرف حکیمی / استفان د فرای / الساندرو باستونی / نیکولو بارلا / روملو لوکاکو در فصل ۲۱-۲۰۲۰ نیکولو بارلا / مارسلو بروزویچ در فصل ۲۲-۲۰۲۱ الساندرو باستونی / نیکولو بارلا / هاکان چالهان‌اوغلو در فصل ۲۳-۲۰۲۲ |
| حضور بازیکنان اینتر در فیفا ۱۰۰: روبرتو باجو / جاچینتو فاکتی / کریستین ویری / خاویر زانتی / هرنان کرسپو / گابریل باتیستوتا / خوان سباستین ورون / دانیل پاسارلا / رونالدو / روبرتو کارلوس / دنیس برکمپ / ادگار داویدس / لوتار ماتئوس / پاتریک ویرا / لوئیس فیگو / ایوان زامورانو |
| مربی سال سری آ از باشگاه اینتر: ژوزه مورینیو در سال‌های ۲۰۰۹ و ۲۰۱۰ آنتونیو کونته در سال ۲۰۲۱ |
| بهترین سرمربی جهان به انتخاب فدراسیون بین‌المللی تاریخ و آمار فوتبال: ژوزه مورینیو در سال ۲۰۱۰ |

## توضیحات
1. ↑  ۴۶ جام شامل: ۲۰ سری آ، ۹ کوپا ایتالیا، ۸ سوپر جام ایتالیا، ۳ لیگ قهرمانان اروپا، ۳ لیگ اروپا، ۲ جام بین قاره‌ای، ۱ جام باشگاه‌های فوتبال جهان.
2. ↑  سه‌گانه شامل: سری آ، کوپا ایتالیا، لیگ قهرمانان اروپا.
3. ↑  تا سال ۲۰۰۴، مسابقات اصلی برای تعیین باشگاه فوتبال قهرمان جهان، جام بین قاره ای بود اما از سال ۲۰۰۵، جام باشگاه‌های فوتبال جهان جایگزین این مسابقات شد.
4. ↑  با این قهرمانی، اینتر به اولین تیم ایتالیایی تبدیل شد که توانسته‌است دو بار به صورت متوالی فاتح جام باشگاه‌های اروپا شود.
5. ↑  در فوتبال ایتالیا، هر تیم به ازای ۱۰ قهرمانی در لیگ داخلی کشور، یک ستاره طلایی به پیراهن خود اضافه می‌کند.  نراتزوری توانست با کسب دهمین اسکودتوی خود، ستاره اول را به دست آورد.
6. ↑  پس از پایان فصل ۰۶-۲۰۰۵، در پی انتشار مکالمات لوچانو موجی مدیر باشگاه یوونتوس با رئیس کمیته داوران و مدارک به دست آمده، باشگاه یوونتوس به جرم تبانی با داوران موسوم به کالچو پولی، به دسته پایین‌تر سقوط کرد و ۲ قهرمانی آخر این تیم پس گرفته شد. جدول سری آ در فصل ۰۶-۲۰۰۵ تغییر کرد و مدتی بعد فدراسیون فوتبال ایتالیا بر اساس جدول جدید بعد از اعمال مجازات‌ها، اینتر را به عنوان قهرمان سری آ در فصل ۰۶-۲۰۰۵ معرفی کرد.
7. ↑  در فوتبال ایتالیا، هر تیم به ازای ۱۰ قهرمانی در لیگ داخلی کشور، یک ستاره طلایی به پیراهن خود اضافه می‌کند. نراتزوری توانست با کسب بیستمین اسکودتوی خود، ستاره دوم را به دست آورد.